# Calebasses
Calebasses est un village du nord de l'île Maurice dépendant du district de Pamplemousses. Il comptait 4 816 habitants au recensement de 2011.
Le village se trouve au bord de la rivière Tombeau que le pont Maillard (construit en 1865) franchit par la route A4, en direction de Pamplemousses.
Le Droopnath Ramphul State College se trouve juste à côté du pont. Une piscine municipale de 25 mètres de long a été ouverte en 1991.
On remarque plusieurs temples hindouistes, dont le plus ancien date de 1914, ainsi qu'une mosquée. La congrégation des Filles de Marie a ouvert ici un établissement de soins en 1888, mais il a été vendu à une ONG indienne et sert aujourd'hui de maison de retraite avec 140 places.